# Жуковка (Владимирская область)
Жуковка — деревня Судогодского района Владимирской области России, входит в состав Муромцевского сельского поселения.

## География
Деревня расположена на берегу реки Судогда в 10 км на юг от райцентра города Судогда. 

## История
Деревня Жукова образовалась в двадцатых годах XIX столетия из крестьян, переселенных помещиком из Нижегородской и Саратовской губерний. 
В XIX — первой четверти XX века деревня входила в состав Бережковской волости Судогодского уезда, с 1926 года — в составе Судогодской волости Владимирского уезда. В 1859 году в деревне числилось 16 дворов, в 1905 году — 40 дворов, в 1926 году — 59 дворов.
С 1929 года деревня входила в состав Райковского сельсовета Судогодского района, с 1940 года — в составе Вольно-Артемовского сельсовета, с 1979 года — в составе Беговского сельсовета, с 2005 года — в составе Муромцевского сельского поселения.

## Население
| 1859 | 1905 | 1926 | 1959 | 1970 | 1979 | 1983 |
| ---- | ---- | ---- | ---- | ---- | ---- | ---- |
| 126  | ↗254 | ↗282 | ↘166 | ↘113 | ↘56  | ↘44  |
| 2002 | 2010 | 2021 |      |      |      |      |
| ↘19  | ↘16  | ↘13  |      |      |      |      |

### Известные жители
- Волков, Иван Алексеевич (1906—1975) — первый секретарь Тамбовского (1942—1951) и Орловского (1951—1954) обкомов ВКП(б) / КПСС.